# Teoria delle onde

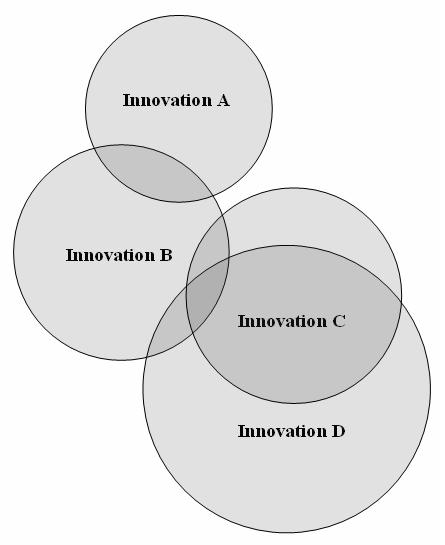
Modello originale di Schmidt

La teoria delle onde (in tedesco Wellentheorie), formulata dal tedesco Johannes Schmidt, è la teoria che detta le basi su cui è fondata la geografia linguistica, che si occupa di studiare il mutamento linguistico nello spazio.
La teoria si contrappone alla Teoria dell'albero genealogico di August Schleicher.

## Teoria
Schmidt fa notare che i tratti comuni a due o più lingue sono direttamente proporzionali alla vicinanza tra loro. Da qui l'idea che questo mutamento si propaghi come un'onda a cerchi concentrici, che rappresentano l'area di ogni singola lingua e si affievoliscono allontanandosi.
Successivamente è stato dimostrato che la propagazione di un'isoglossa (una linea immaginaria che unisce i punti estremi di un'area in cui si verifica uno stesso fenomeno linguistico) è un fenomeno ben più complesso di quanto immaginato e descritto da Schmidt, come dimostrato dal confine che delimita l'alto e basso tedesco, il quale ha una forma molto frastagliata. Questi confini non sono comunque casuali, ma si sovrappongono quasi sempre a confini naturali o politici, e quindi culturali.
Matteo Giulio Bartoli definì le quattro norme areali secondo cui, in presenza di diverse forme linguistiche, la più antica sarebbe quella presente:
1. nell'area geografica più isolata (es. [k] in Sardegna al posto di [ʧ]);
2. nelle aree laterali (es. circus > rumeno cerc, spagnolo cerco; circulus > italiano cerchio);
3. nell'area maggiore (se questa non è troppo esposta);
4. nell'area seriore (luoghi colonizzati).

Queste norme sono da applicarsi in successione (se non è valida la prima, si applica la seconda; se non è valida la seconda, si applica la terza; se non è valida la terza, si applica la quarta).